# Nati nel 1201
| Questa pagina contiene informazioni ricavate automaticamente dalle voci biografiche con l'ausilio del template Bio e di un bot. L'aggiornamento è periodico e automatico e ricostruisce completamente la pagina. Se manca una persona in questa lista, sei pregato di non aggiungerla, ma accertati piuttosto che la sua voce biografica contenga il template Bio e che i dati anagrafici siano correttamente compilati. Se il template Bio manca, inseriscilo tu stesso o, in alternativa, metti l'avviso {{tmp\|Bio}} che ne segnala la mancanza. Se i dati riportati sono sbagliati, correggi direttamente la voce biografica; le modifiche saranno visibili in questa lista entro pochi giorni. Per chiarimenti vedi il progetto biografie. La lista contiene solo le 10 persone che sono citate nell'enciclopedia e per le quali è stato implementato correttamente il template Bio. Pagina aggiornata al 13 gen 2025. |

- 18 febbraio - Nasir al-Din al-Tusi, astronomo e matematico persiano († 1274)
- 30 maggio - Tebaldo I di Navarra, re († 1253)
- 5 agosto - Ferdinando III di Castiglia, re († 1252)
- 9 ottobre - Robert de Sorbon, teologo francese († 1274)
- 10 ottobre - Richard de Fournival, poeta e scienziato francese
- Danilo di Galizia, sovrano († 1264)
- Giovanni I di Svezia, re († 1222)
- Tommaso di Cantimpré, scrittore e teologo fiammingo († 1272)
- Diana degli Andalò, religiosa italiana († 1236)
- Filippo Hurepel di Clermont, nobile francese († 1234)